# Agnes Sime Baxter
Agnes Sime Baxter (Hill) (18. ožujka 1870. – 9. ožujka 1917.) bila je Kanadska matematičarka. Studirala je na Sveučilištu Dalhousie, gdje je 1891. godine dobila titulu BA (Bachelor of Arts), a 1892. i MA (Master of Arts). Titulu Ph.D. (doktorat filozofije) dodijelilo joj je Sveučilište Cornell 1895. godine.  

## Životopis
Agnes Sime Baxter rođena je 18. ožujka 1870. godine, u Halifaxu, Nova Scotia. Njena obitelj emigrirala je iz Škotske u Kanadu. Njen otac, Robert Baxter, upravljao je tvrtkom Halifax Gas Light Co., koju je vodio prije preseljenja u Novu Scotiu.
Agnes je upisala sveučilište Dalhousie 1887. godine. Glavni predmeti na studiju bili su joj matematika i matematička fizika. Unatoč nedostatku stipendija za žene u ovim područjima, Baxter je dobila BA diplomu 1891. godine i time postala prva žena na tom sveučilištu s tim priznanjem.
Od 1892. do 1894., dobila je stipendiju na sveučilištu Cornell u New Yorku. Po obrani teze On Abelian integrals, a resume of Neumann's 'Abelsche Integrele' with comments and applications, postala je druga Kanadska žena i četvrta sjeverno-američka žena koja je dobila doktorat filozofije u matematici. Njezini zapisi su objavljeni 1894. godine. 
Preminula je nakon dugotrajne bolesti u gradu Columbia, Missouri, u svojoj 46. godini.